# Piotr Jaskóła
Piotr Jaskóła (ur. 22 maja 1952 w Jemielnicy) – polski ksiądz katolicki, profesor nauk teologicznych, profesor zwyczajny Uniwersytetu Opolskiego.
8 maja 1977 otrzymał święcenia kapłańskie z rąk bpa Wacława Wyciska. Specjalizuje się w ekumenizmie, teologii dogmatycznej i teologii protestanckiej.  Rozprawę doktorską Johna Arthura Thomasa Robinsona reinterpretacja chrystologii obronił w grudniu 1982. W 1995 uzyskał habilitację, a 30 listopada 2001 został profesorem Pełni funkcję dyrektora Instytutu Ekumenizmu i Badań nad Integracją Uniwersytetu Opolskiego. Wybrano go do Komitetu Nauk Teologicznych Polskiej Akademii Nauk.
W 2019 został członkiem Rady Naukowej czasopisma „Studia i Dokumenty Ekumeniczne”.

## Publikacje
- Na drogach do jedności (wraz ze Stanisławem Celestynem Napiórkowskim i Stanisławem Józefem Kozą, 1983)
- Bóg dla nas. Ekumeniczno-dogmatyczne studium chrystologii Johna Arthura Thomasa Robinsona (1986)
- Spiritus effector. Nauka Jana Kalwina o roli Ducha Świętego w misterium zbawienia. Studium dogmatyczno-ekumeniczne (1994)
- Elementy protologii (1998)
- Panem jest Duch. Zasadnicze kierunki reformowanej pneumatologii (2000)
- Zagadnienia ekumeniczne (2001)
- Stwórcze dzieło Boga (2002)
- O Bogu chrześcijan  (2006)